# Simonyi Mária
Simonyi Mária (Szenic, 1888. december 5. – Budapest, 1959. június 2.) drámai színésznő, Móricz Zsigmond második felesége. Főleg modern társalgási darabok előkelő megjelenésű hősnőit játszotta szép beszédművészettel.

## Életpályája

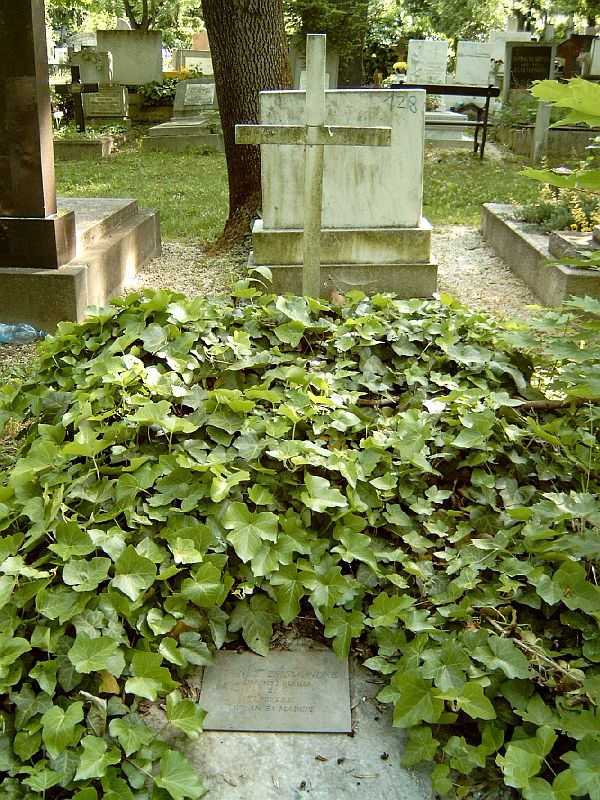
Sírja Budapesten. Farkasréti temető: 8/2-1-155.

Simonyi József telekkönyvvezető és Morvay Jozefa lányaként született. 1910-ben végezte el az Országos Magyar Királyi Színművészeti Akadémiát, Feld Irénnél kezdte pályáját, majd a Magyar Színházban, 1912-ben pedig az Új Színházban játszott. Két éven át Kassán és Brassóban szerepelt, majd 1916-ban Beöthy László meghívására a Magyar Színház szerződtette. 1919-től a Belvárosi Színház, 1923-tól pedig a Renaissance Színház tagja volt. Később csak vendégjátékokra szerződött. Játszott a Vígszínházban, a Belvárosi Színházban, a Művész Színházban és az Magyar Színházban. Erdélyben játszott 1930 és 1931 között. 1945 után a Belvárosi Színházban játszott.
Első férje Kerpely Jenő gordonkaművész, a Zeneakadémia tanára volt, akihez 1919. július 9-én Budapesten ment feleségül, majd a következő évben elváltak. 1926-ban Móricz Zsigmond felesége lett. 

## Fontosabb szerepei
A Színházi adattárban regisztrált bemutatóinak száma, 1946-: 11.
- Rédey Eszter (Móricz Zsigmond: Úri muri)
- Katalin (Schnitzler: Az élet szava)
- Vera Nikolnjevna (Urvancov: Vera Mirceva)
- Hattyúvér (Strindberg)
- Sophie (Rolland: A szerelem és halál játéka)
- Helén (Géraldy: Szeretni)
- Anna bárónő (Neumann: Oroszország)
- Higginsné (George Bernard Shaw: Pygmalion)

### Filmszerepe
- Légy jó mindhalálig! (1936) – grófnő